# Copa de la Reina de Balonmano 1982-83
La Copa de la Reina de Balonmano 1982-83 fue la edición IV del campeonato estatal de la Copa de la Reina y se celebró en Leganés, en el Polideportivo Municipal de Leganés en 1983.
Se celebró por el sistema de Concentración, bajo la fórmula de eliminatorias en tres fases: cuartos de final, semifinales y final.
Los equipos clasificados fueron: Siete primeros clasificados en el Campeonato Nacional de División de Honor Femenina (1° BM Iber Valencia, 2° BM. Zaragoza, 3° GM Leganés, 4° Universitarias Guipúzcoa, 5° Universidad de Granada, 6° BM Rancho, 7° A.C.D. Ayete) y el Club Ascendido directamente a División de Honor (BM Zarauz).
El ganador de esta edición fue el BM Iber Valencia, imponiéndose al GM Leganés.

## Desarrollo
|  | Cuartos de final         | Cuartos de final |                  |                          | Semifinales | Semifinales |  |                  | Final      | Final      |  |
|  | 31 de mayo               | 31 de mayo       |                  |                          | 1 de junio  | 1 de junio  |  |                  | 2 de junio | 2 de junio |  |
|  |                          |                  |                  |                          |             |             |  |                  |            |            |  |
|  |                          |                  |                  |                          |             |             |  |                  |            |            |  |
|  | BM Rancho                | 20               |                  |                          |             |             |  |                  |            |            |  |
|  | BM Rancho                | 20               |                  |                          |             |             |  |                  |            |            |  |
|  | BM. Zaragoza             | 18               |                  |                          |             |             |  |                  |            |            |  |
|  | BM. Zaragoza             | 18               |                  | BM Rancho                | 19          |             |  |                  |            |            |  |
|  |                          |                  |                  | BM Rancho                | 19          |             |  |                  |            |            |  |
|  |                          |                  | BM Iber Valencia | 27                       |             |             |  |                  |            |            |  |
|  | Universidad de Granada   | 11               | BM Iber Valencia | 27                       |             |             |  |                  |            |            |  |
|  | Universidad de Granada   | 11               |                  |                          |             |             |  |                  |            |            |  |
|  | BM Iber Valencia         | 24               |                  |                          |             |             |  |                  |            |            |  |
|  | BM Iber Valencia         | 24               |                  |                          |             |             |  | BM Iber Valencia | 21         |            |  |
|  |                          |                  |                  |                          |             |             |  | BM Iber Valencia | 21         |            |  |
|  |                          |                  | GM Leganés       | 16                       |             |             |  |                  |            |            |  |
|  | A.C.D. Ayete             | 11               | GM Leganés       | 16                       |             |             |  |                  |            |            |  |
|  | A.C.D. Ayete             | 11               |                  |                          |             |             |  |                  |            |            |  |
|  | Universitarias Guipúzcoa | 20               |                  |                          |             |             |  |                  |            |            |  |
|  | Universitarias Guipúzcoa | 20               |                  | Universitarias Guipúzcoa | 21          |             |  |                  |            |            |  |
|  |                          |                  |                  | Universitarias Guipúzcoa | 21          |             |  |                  |            |            |  |
|  |                          |                  | GM Leganés       | 23                       |             |             |  |                  |            |            |  |
|  | GM Leganés               | 28               | GM Leganés       | 23                       |             |             |  |                  |            |            |  |
|  | GM Leganés               | 28               |                  |                          |             |             |  |                  |            |            |  |
|  | BM Zarauz                | 11               |                  |                          |             |             |  |                  |            |            |  |
|  | BM Zarauz                | 11               |                  |                          |             |             |  |                  |            |            |  |
|  |                          |                  |                  |                          |             |             |  |                  |            |            |  |

| Comunidad Valenciana                |
| Campeón BM Iber Valencia 3.º título |

- Datos: Q24937345